# 森コンツェルン
森コンツェルン（もりコンツェルン）は、日本で形成されたコンツェルンの一つ。実業家の森矗昶が創始し、戦後の財閥解体によって解散した。
アルミニウムなどの電気化学工業中心で、日本産業、日本窒素肥料、日本曹達、理化学研究所とともに新興コンツェルンと呼ばれた。
現在の東京都心部において著名な不動産デベロッパーである森ビル・森トラストとは関係は無い。

## 歴史
満州事変以降の軍事特需の追い風を受け、電気化学工業を中心として形成。最盛期（昭和16年頃）には、直系14社、傍系6社を擁する化学工業系大コンツェルンに成長していった。当時の日本ではまだ工業化されるに至らなかった硫安やアルミニウムなどの事業を先駆けて興し、これらを国産技術で作ることに成功している。森矗昶が、味の素の創始者鈴木三郎助（二代目）の起こした電力・化学会社に招かれた事から、戦前は味の素グループとも関わりがあった。また、安田善次郎が創始した安田財閥や川崎八右衛門が創始した川崎財閥などとも金融的に密接な繋がりを持っていた。
戦後の財閥解体で解散。系列企業のうち、昭和電工や日本冶金工業などが存続している。

## 関連する企業
- 持株会社：森興業 ‐ 1922年設立。社長・森矗昶[1]。
  - 日本電気工業 [2]
    - 姫川電力 [2]
    - 太川電力 [2]
    - 中央電気工業 [2]
    - 磐城電気[2]
    - 大日向電気[2]
    - 志太鉱業[2]
    - 昭和人絹

  - 昭和鉱業 [2]
  - 昭和火薬（現・日本工機） [2]
  - 樺太炭業[2]
  - 東信電気 [2](傘下に昭和肥料、信濃水電)など

他社との合弁会社
- 日本加里工業
- 日本肥料 [2]
- 東信電気 [2] - 森・鈴木両家が設立・経営に関与していた戦前期の電力会社。現在の東京電力の前身の一つである。

- 昭和電工　(現:レゾナック・ホールディングス)
  - 昭和炭酸 - 上記会社と帝国水産統制（後の旧日本冷蔵）との合弁で設立した炭酸ガス等の工業用ガスメーカー。現在は昭和電工がTOBにより子会社化。
  - スカイアルミニウム - かつて存在した国内大手のアルミニウム関連（※圧延等含む）メーカー。のちに新日鉄や芙蓉グループ・旧興銀などの同業部門譲渡・資本人事介入を受けスカイアルミニウム（販売部門はユニファスアルミニウムに分社）となり、古河電工のアルミ部門を会社分割で同社と統合し、古河スカイとなった。UACJの前身の一つ。
- 日本冶金工業 - 国内大手ステンレスメーカー。創業者は森矗昶。かつては、千葉県のレジャー施設であった行川アイランドやステンレスキッチンメーカー等で知られるナスラックの親会社でもあった。
- 味の素- 初代鈴木三郎助を創業者とする化学調味料を主体とする食品・化学関連メーカー。当初、昭和電工の母体となる化学肥料メーカーの昭和肥料を傘下に持っていた。

## 社会貢献
戦前から教育分野への出資も行っており、工場内に青年道場を設置、人材の育成を行っている他、玉川学園の小原國芳の要請により学生を受け入れるなど教育貢献も行っている。また、森矗昶と森曉が創立に関与した千葉工業大学に多額の出資をした他、産学連携の教育活動にも参加した。ちなみに興亜工業大学が、戦後、千葉に移転するきっかけとなったのも森家の意向と支援によるものだった。

## 関係する財閥
- 東京川崎財閥・安田財閥 － 財政的に強い繋がりを持っていた財閥
- 日産コンツェルン － 化学工業分野での事業で協力関係にあった財閥